# Monument des Trois Sièges de Belfort
Le monument des Trois Sièges de Belfort est un  mémorial situé sur la place de la République à Belfort, commencé par Auguste Bartholdi et achevé après sa mort par les sculpteurs Louis Noël et Jules Déchin, honorant les trois chefs militaires ayant défendu la ville au XIXe siècle et inauguré en 1913.

## Historique
Le monument rend hommage aux chefs militaires qui ont défendu la ville de Belfort lors des trois sièges subis au XIXe siècle : Jean Legrand, commandant de la place de Belfort lors du siège de 1813-1814, Claude Jacques Lecourbe pendant le siège de 1815 et Aristide Denfert-Rochereau durant le siège de 1870-1871.

## Description
Les statues en bronze reposent sur des piliers en grès, vestiges de la fortification de Vauban. Le monument, réalisé par Louis Noël, un ancien élève de Bartholdi, est inauguré le 15 août 1913. 
Le monument subit des rénovations importantes et est inauguré avec la nouvelle place de la République de Belfort le 4 mai 2024,.

## Anecdote
Le monument des Trois sièges est parfois appelé le « monument des Trois menteurs » par les Belfortains car le lieutenant-colonel Legrand n'est pas le plus grand des trois, le général Lecourbe se tient droit et la statue du colonel Denfert-Rochereau est en bronze,.

## Galerie

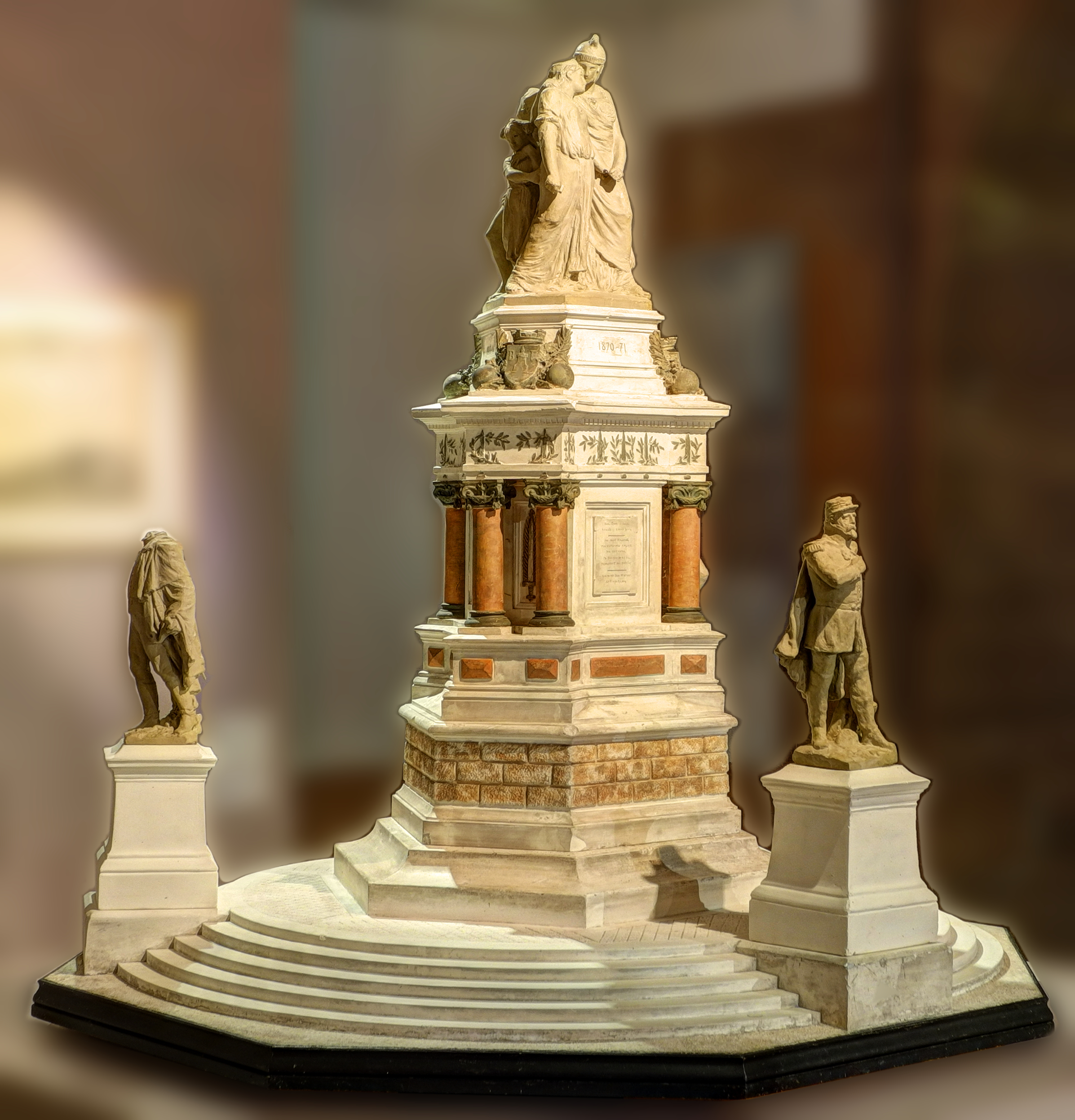
Maquette du monument, Belfort, musée d'histoire et d'archéologie.
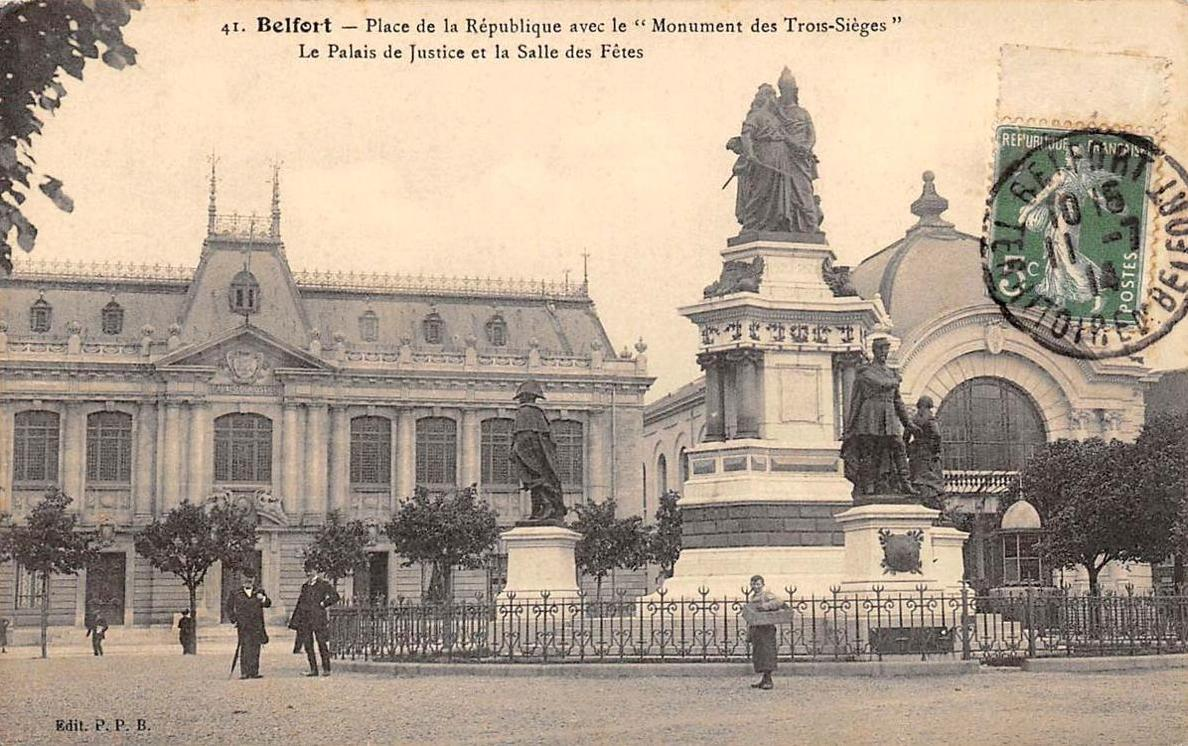
Le monument en 1914.
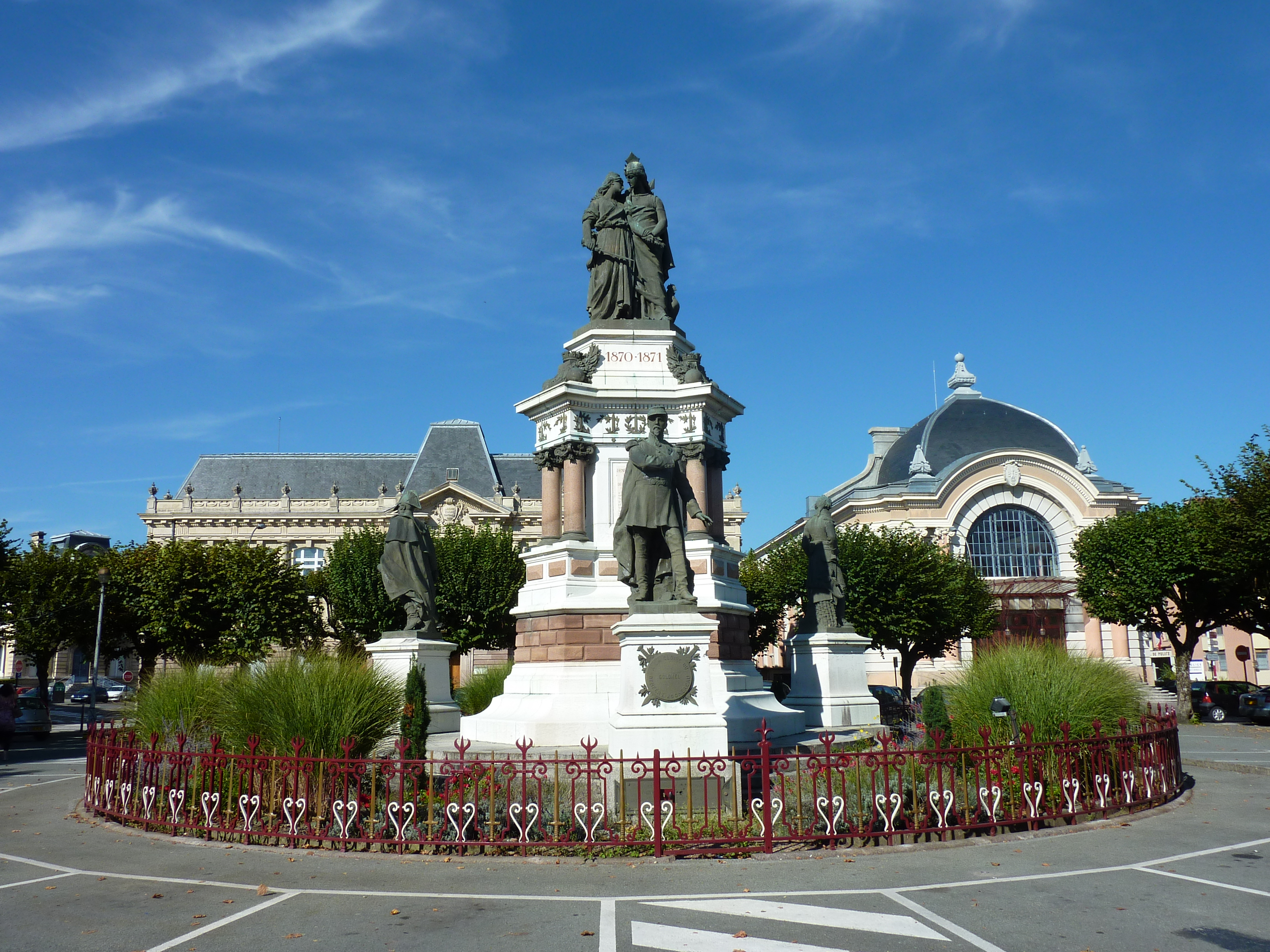
Le monument en 2012
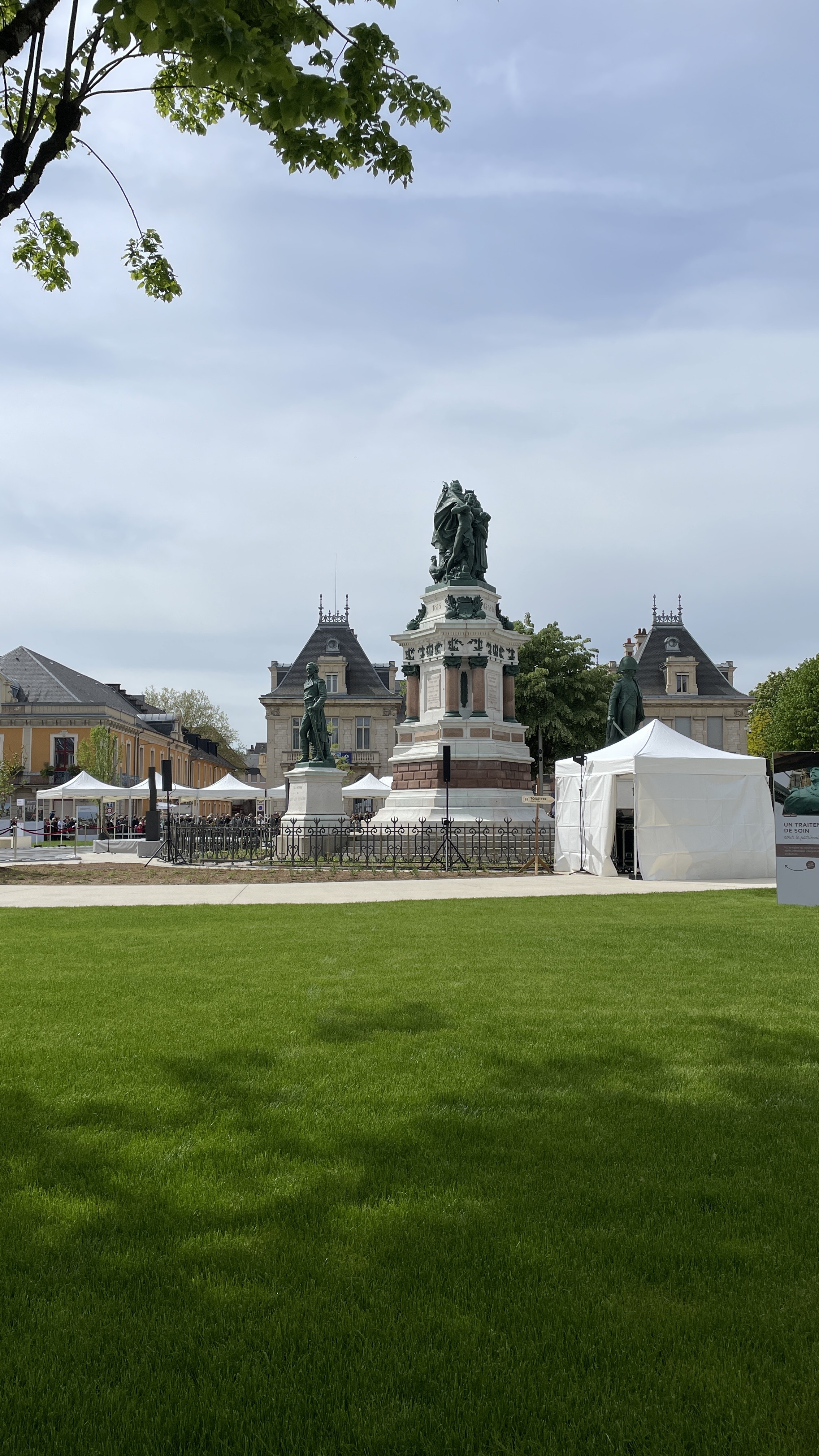
Le monument en 2024